# Blessé mortellement
Blessé mortellement (en russe : Смертельно раненный) est un tableau du peintre russe Vassili Verechtchaguine, réalisé en 1873. Soldat expérimenté, Verechtchaguine rend compte de l'horreur des champs de bataille dans de nombreux tableaux parmi lesquels celui-ci.

## Histoire de la composition
Le tableau fait partie de la série du Turkestan de Verechtchaguine.
En 1867, le peintre part en qualité d'enseigne au Turkestan russe, où il sert sous les ordres du gouverneur général Constantin von Kaufmann. Là, Verechtchaguine a vu la mort de près et la souffrance de ses compatriotes. C'est ainsi que toutes ses toiles réalisées dans ce pays font partie de sa série du Turkestan.

## Description
Dans ce tableau Blessé mortellement, le peintre crée une image de soldat russe, éperdu de douleur. L'horreur et la peur de la mort ressortent sur son visage. De ses mains, le soldat tente de serrer la blessure à la côte, mais il semble que ce soit en vain et qu'il est condamné. À en juger par sa position et les cadavres étendus autour de lui, on peut dire qu'il a essayé de s'échapper au dernier moment pour tenter d'éviter la mort. Le ciel plein de poussière, le sol nu tout de sable, l'atmosphère étouffante donnent à la scène une intensité dramatique et authentique. Le tableau frappe par sa vérité, par son sens profond de l'humanité.

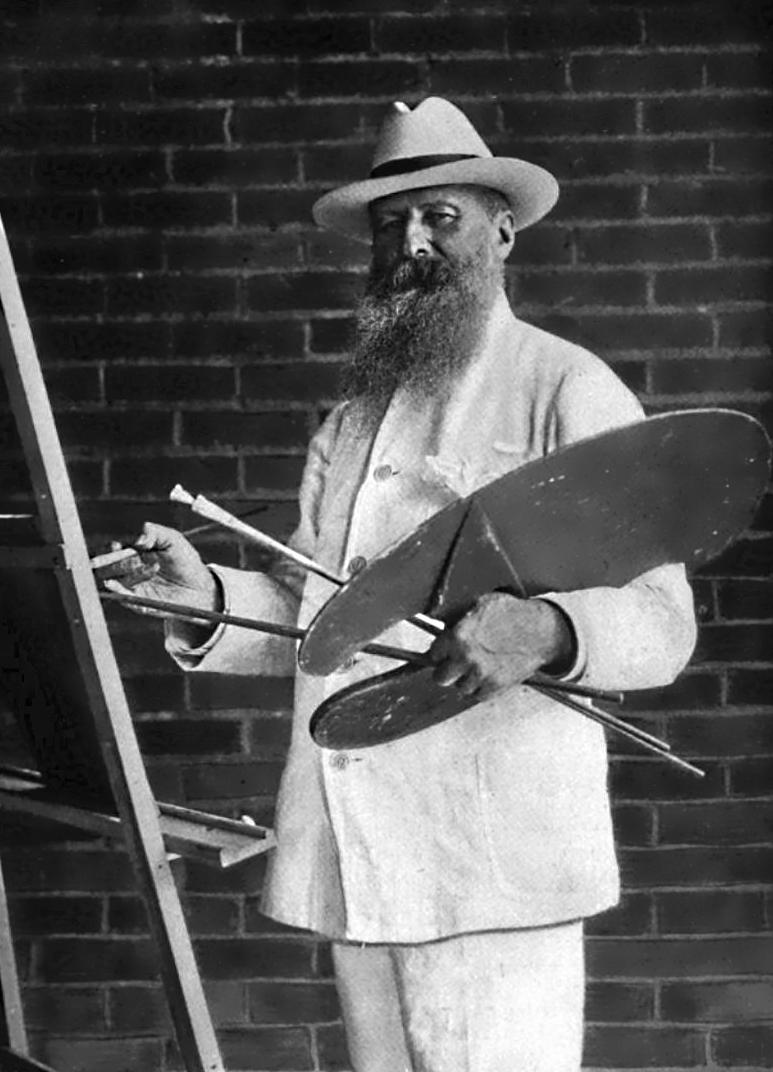
Verechtchaguine à son chevalet

Au dessus du cadre, Verechtchaguine a apposé lui-même une phrase comme il le faisait souvent pour ses tableaux : « Oh ! Ils m'ont tué mes frères !... tué...je vais mourir ».

## Attitude de l'artiste
Tout l'œuvre de Verechtchaguine est caractérisé par ses expressions de protestation contre les guerres de conquêtes du régime tsariste. Cette orientation anti-militariste provient de son vécu sur les champs de bataille. Mais cette attitude ne l'empêche pas, dans sa peinture, de montrer l'héroïsme d'un soldat russe ordinaire.
« Je suis trop proche de ce que je peins ; j'ai pleuré pour chaque blessé et pour tous les morts », écrit Verechtchaguine.